# Сокириха
Сокириха (укр. Сокириха) — село,
Безсаловский сельский совет,
Лохвицкий район,
Полтавская область,
Украина.
Код КОАТУУ — 5322680405. Население по переписи 2001 года составляло 72 человека.

## Географическое положение
Село Сокириха находится в 2,5 км от правого берега реки Лохвица,
на расстоянии в 1 км расположены сёла Вишенки и Озёрное.
По селу протекает пересыхающий ручей с запрудой.

## История
- 1803 — дата основания.